# بندر (میناب)
بُندَر، روستایی در دهستان بندر بخش سندرک شهرستان میناب در استان هرمزگان ایران است. این روستا، مرکز دهستان بندر است.

## جمعیت
بر پایه سرشماری عمومی نفوس و مسکن در سال ۱۳۹۵، جمعیت این روستا برابر با ۴۹۲ نفر (۱۲۷ خانوار) بوده است.